# Earl Thomson
Earl J. "Tommy" Thomson (Birch Hills, Saskatchewan, 15 de fevereiro de 1895 - Oceanside, 19 de abril de 1971) foi um atleta canadense, campeão olímpico dos 110m c/ barreiras nos Jogos de Antuérpia 1920.
Sua família mudou-se para a Califórnia, em busca de um tempo mais quente para a saúde de sua mãe, quando ele tinha oito anos, estabelecendo-se em Long Beach. Atleta eclético na adolescência, além de jogar basquete e futebol americano, participou do CIF California State Meet de 1915 nas 120 jardas  c/ barreiras, que venceu, assim como lançamento de disco (4º) e salto em altura (2º). Passou a cursar a Universidade do Sul da Califórnia - onde quebrou o recorde mundial das 110 jardas c/ barreiras - por um ano até ser transferido para o Dartmouth College em 1917.
Como vivia desde criança nos EUA, o Comitê Olímpico dos Estados Unidos tentou inclui-lo em sua delegação para as próximas Olimpíadas, mas isso não foi possível por ainda ter a cidadania canadense. Assim juntou-se à equipe olímpica canadense para os Jogos. Em Antuérpia 1920, Thomson venceu os 110 m c/ barreiras estabelecendo novo recorde mundial e olímpico de 14s4.
No ano seguinte ele igualou seu próprio recorde mundial e venceu os três principais campeonatos amadores dos Estados Unidos, retirando-se das pistas em 1922. Depois disso tornou-se técnico de atletismo, dirigindo a equipe da Academia Naval dos Estados Unidos por 36 anos.